# Street Fighter – Chun-Li legendája
A Street Fighter – Chun-Li legendája (eredeti cím: Street Fighter: The Legend of Chun-Li) 2009-ben bemutatott amerikai harcművészeti akciófilm, amely a Street Fighter IV spin-offjaként és mozis kiegészítője.

## Rövid történet
Chun-Li tinédzserként szemtanúja lesz, amint a gazdag M. Bison bűnöző elrabolja az apját. Amikor felnő, bosszút áll, és a Street Fighter-univerzum híres harcosává válik.

## Szereplők
- Kristin Kreuk – Chun-Li
  - Katherine Pemberton – Chun-Li fiatalon
- Neal McDonough – M. Bison
  - Brendan Miller – M. Bison fiatalon
- Chris Klein – Charlie Nash Interpol ügynök
- Michael Clarke Duncan – Balrog
- Moon Bloodgood – Maya Sunee nyomozó
- Taboo – Vega
- Robin Shou – Gen, harcművészet mester
- Edmund Chen – Huang Xiang, Chun-Li apja
- Josie Ho – Cantana
- Elizaveta Kiryukhina – Rose
- Cseng Pej-pej – Zhilan

## Megjelenés
Eredetileg úgy volt, hogy valamikor 2008 őszén kerül a mozikba, de az akkoriban zajló forgatókönyvírói sztrájk és a forgatással töltött hosszabb idő miatt a film 2009. február 27-én került az Egyesült Államokban a mozikba. Ausztráliában a film nem került a mozikba, helyette 2010. január 14-én egyenesen DVD-n jelent meg.

### Médiakiadás
A film 2009. június 30-án jelent meg DVD-n és Blu-rayen vágatlan/PG-13-as változatban. A különleges First Run kiadás tartalmazott egy bónusz DVD-t az Udon Street Fighter képregénysorozatból "Round One FIGHT" címmel.
A film az amerikai DVD-eladási lista 9. helyén végzett, 92 830 darabot adtak el belőle az első hétvégén. Az Egyesült Államokban eddig mintegy 258 000 DVD-t adtak el, ami 4,7 millió dolláros bevételt hozott. Ez a mennyiség nem tartalmazza a DVD-kölcsönzéseket/Blu-ray eladásokat.